# Кіно морального неспокою
Кіно морального неспокою (пол. Kino moralnego niepokoju) − течія в польському кінематографі в 1976–1981 рр. Автором назви цього напрямку є режисер Януш Кійовський.
Утворення цієї течії було результатом виступу режисерів Анджея Вайди і Кшиштофа Зануссі на Форумі Кінематографістів у Гданську у 1975 році. Вони закинули комуністичній владі, що відбувається придушення свободи творчості, що унеможливлює дискусію над актуальними суспільно-політичними проблемами. До маніфесту приєдналися ще кілька учнів Вайди з кіношколи у Лодзі. Назву течії було офіційно прийнято на Міжнародному Семінарі Критики у Гданську у вересні 1979 року.
Початок нової течії визначив повнометражний дебют Кшиштофа Кесльовського «Персонал» 1976 року, але аж після прем'єри фільму Анджея Вайди «Чоловік з мармуру» розпочалася популяризація кіна морального неспокою. До нього долучилися Аґнешка Голланд і Фелікс Фальк.
Цей напрямок занепав після введення воєнного стану у 1981 році.

## Головні представники
- Анджей Вайда (Чоловік з мармуру, Без знеболювання)
- Кшиштоф Зануссі (Захисні кольори, Константа, Контракт)
- Філіп Байон (Маятник)
- Фелікс Фальк (Wodzirej)
- Аґнешка Голланд (Провінційні актори, Самотня жінка)
- Кшиштоф Кесльовський (Персонал (фільм)Персонал, Аматор, Випадок)
- Януш Кійовський (Кунг-фу, Індекс. Життя і творчість Юзефа М.)
- Вєслав Санєвський (Вільний стрілець)
- Януш Заорський (Затримана відпустка)